# Drosophila kokeensis
Drosophila kokeensis är en tvåvingeart som beskrevs av Elmo Hardy 1967. Drosophila kokeensis ingår i släktet Drosophila och familjen daggflugor.
Artens utbredningsområde är Hawaii.